# Teutates

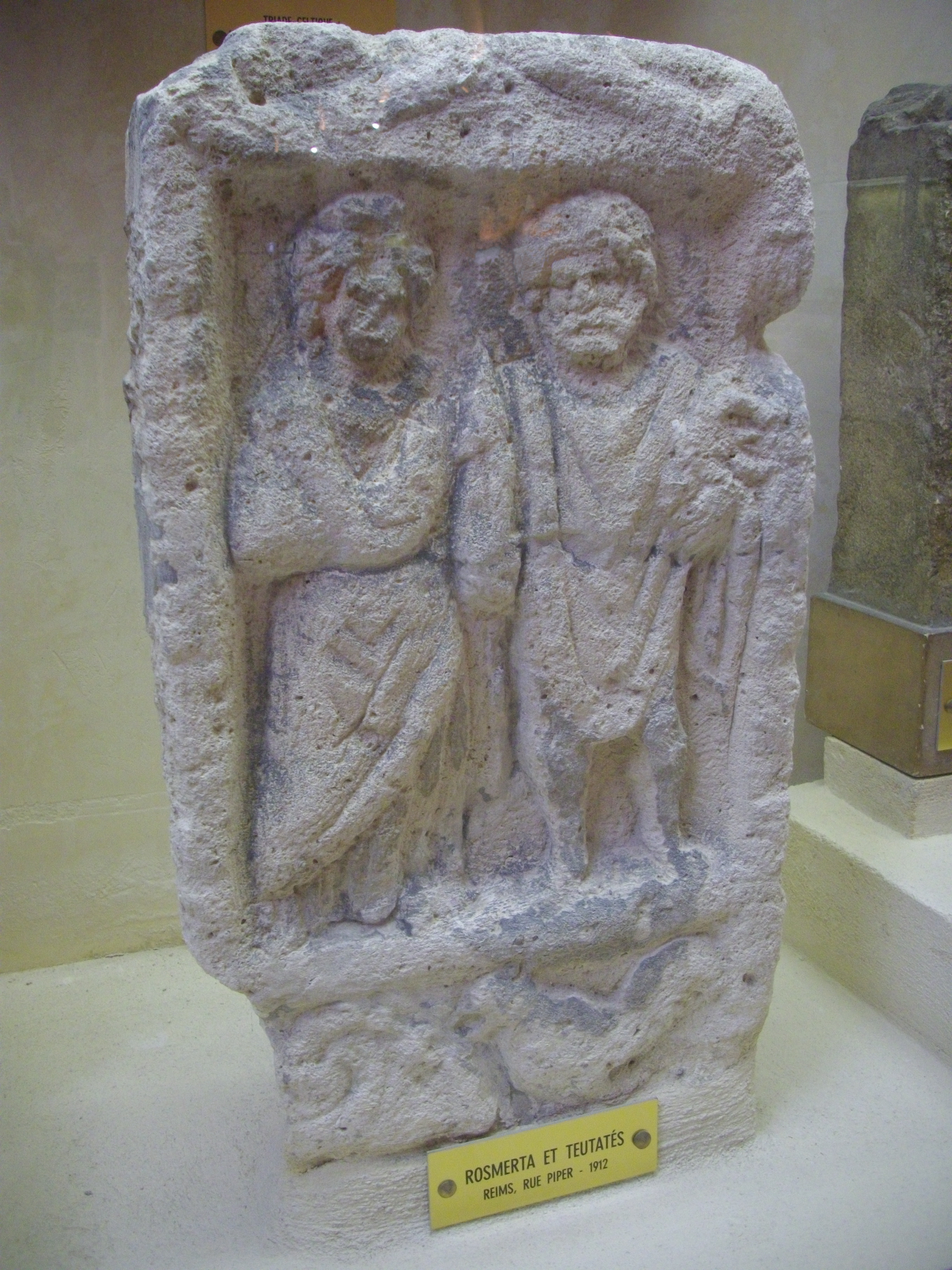
Rosmerta und Teutates. Museum „Saint Remi“ (Reims, Frankreich)

Teutates ist ein Gott aus der keltischen Mythologie. Er wird allgemein als eigentlicher Stammesgott (Touto-tati-s „Vater des Stammes/Volkes“) gesehen, als väterlicher Führer in Krieg und Frieden. Manchmal wird vermutet, dass Darstellungen von gallischen Kriegsgöttern mit Widderhörnern oder in Begleitung eines Ebers Teutates zeigen sollen.
Nach der Interpretatio Romana glichen die Römer die keltischen Götter und Kulte den eigenen an. Teutates steht hierbei als Beiname bei Mars und Mercurius.
Es ist eine lange Reihe ähnlicher Gottheiten wie Toutais, Teutanus, Toutiorix oder Toutanos bekannt, die als Beinamen des keltischen Mars, Mercurius, Apollon und Jupiter auftauchen.

## Überlieferung

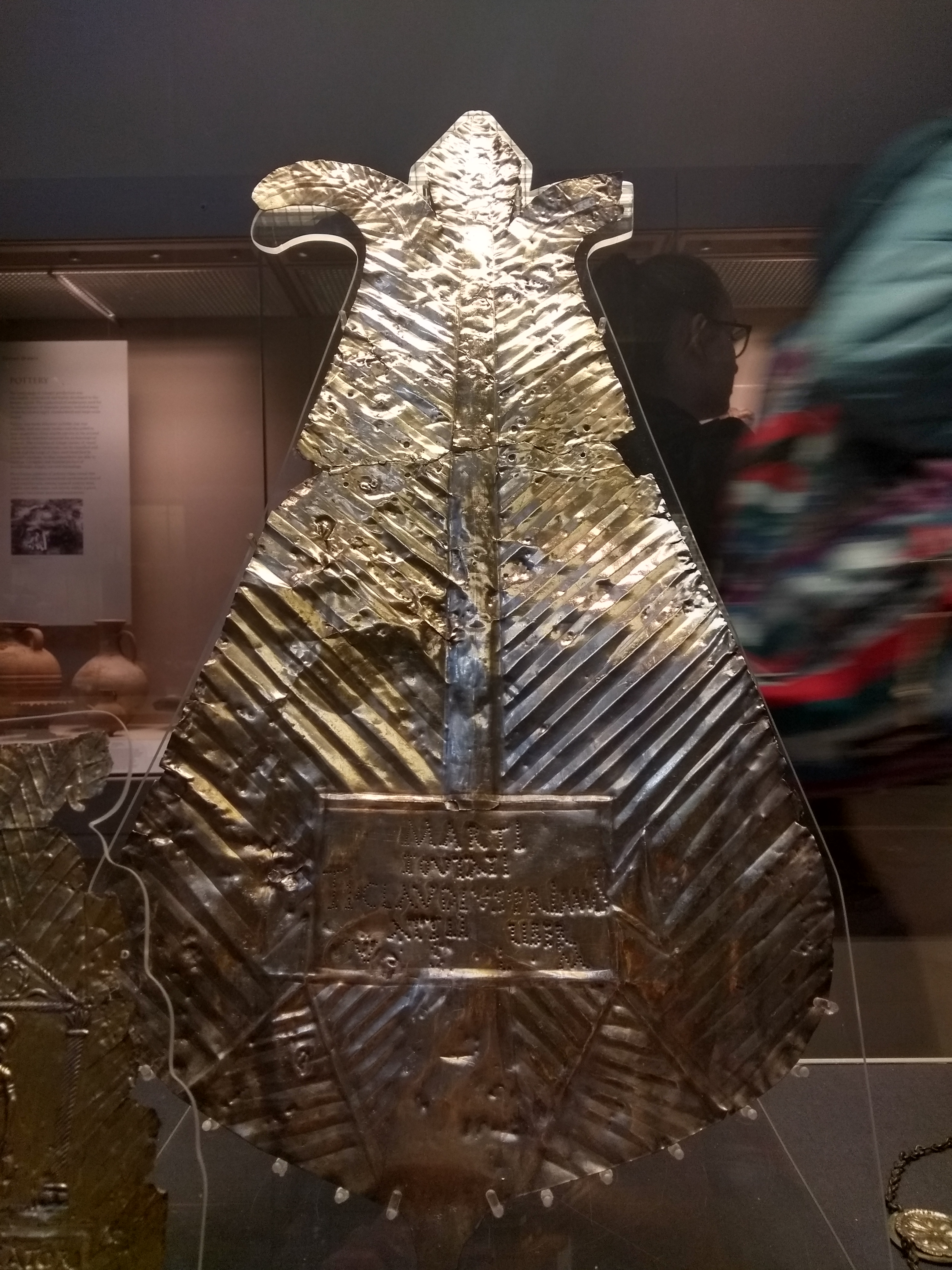
Votivblech aus Barkway mit Aufschrift „Marti Toutati“

Aus Rockywood/Barkway (Grafschaft Hertfordshire) kam nebst einer bronzenen Marsstatuette ein ganzer Votivschatz von sieben dünnen, blattförmigen Silberplatten zum Vorschein, wovon die größte mit „Marti Toutati“ beschriftet ist (heute im British Museum).
In Noricum tritt Teutates auf einer in Seckau aufgefundenen Weihinschrift als Beiname des Mars Latobius auf.
In römischen Inschriften werden verschiedene Gottheiten mit ähnlich klingenden Namen genannt, die mit unterschiedlichen römischen Gottheiten gleichgesetzt werden. Trotz der ähnlichen Namen sind die vier Götter nicht miteinander identisch.

### Mars Toutates
Zwei Inschriften aus Britannien nennen den Mars Toutates. Eine Inschrift aus Seckau in der Steiermark nennt eine ganze Reihe von Beinamen: MARTI LATOBIO MARMOGIO TOVTATI SINATI MOGENIO, wobei Toutatis hier kleiner zwischen den Zeilen geschrieben ist und wahrscheinlich nachträglich hinzugefügt wurde. Eine Inschrift aus Rom nennt den TOVTATI MEDVRINI, eine weitere aus der Provinz Dakien nennt schließlich noch den Mars Toutaticus. Der Name wird als „Volkvater“ gedeutet (< *Touto-tatis; zu air. túath; kymr. tud »Volk«). Der Name Medurinus „Richter“ wird zudem mit dem irischen Gott Midir gleichgesetzt.

### Teutanus
Teutanus oder Iuppiter Teutanus war der Stammgott der spätkeltischen Eravisker, die ihr Oppidum an den südlichen Hängen des Gellértberges in Budapest besaßen. Die Römer nannten diesen Berg wahrscheinlich Mons Teutanus. Die Eravisker widmeten Iuppiter Optimus Maximus Teutanus Conservator und der Iuno Regina („Königin Iuno“) jedes Jahr am 11. Juni eine Inschrift. Der Name Teutanus bedeutet König; entsprechend der germanischen Sprache: got. þiudans, an. þjóðann „König, Herrscher“. Viele Forscher haben in der Vergangenheit den Namen Teutanus als epichorischen (lokalen) Gottesnamen verstanden und ihn mit dem gallischen Toutates gleichgesetzt. Dieser Ansatz ist heute umstritten.

### Mercurius Toutenus
Die Vangionen verehrten den Mercurius Toutenus, wie zwei Inschriften zeigen.

### Apollo Toutiorix
Eine Inschrift aus Wiesbaden (Aquae Mattiacorum), einem römischen Heilbad und Kurort, ist dem Apollo Toutiorix gewidmet. Der Name kann zwar als „Volkskönig“ gedeutet werden (von urkeltisch *toutā „Volk, Stamm“), da aber der gallische Apollo der Gott der Heilbäder war, könnte auch eine Übersetzung als „Heilerkönig“ möglich sein. Dazu passt auch die Widmung an Apollo Virotutis „Männerheiler“ aus Savoyen.

## Verehrung
Marcus Annaeus Lucanus (39–65) nennt in seiner Pharsalia drei gallische Götter – Teutates, Esus und Taranis – die durch Menschenopfer versöhnt werden müssen. Der bekannteste Kommentar dazu sind die Berner Lukan-Scholien.
Der Hauptkommentator dieser Scholien bestätigt, dass es sich um Teutates/Mercurius handelt. Für ihn muss ein Mensch mit dem Kopf voran bis zum Ersticken in einen vollen Kessel gehalten werden. Eine spätere Hand fügte hinzu, dass Teutates/Mars „mit schrecklichem Blut“ besänftigt werde, weil Kämpfe durch Eingebung ebendieser Gottheit zustande kämen.
Diese unterschiedliche Gleichsetzung von Teutates mit Mars oder Mercurius ist in der Interpretatio Gallica häufig zu finden, da es eine deckungsgleiche Verbindung zwischen gallisch/keltischen und griechisch/römischen Göttern nicht gibt. Die klassischen antiken Autoren einerseits und die Gallier andrerseits suchen den gemeinsamen Nenner der Gottheiten, der in diesem Falle in der Fruchtbarkeits- und Wohlstandskomponente beider römischer Gottheiten zu finden war.

## Trivia
- Teutates ist der Stammesgott des gallischen Dorfs in den Asterix-Comics.[18]